# 短鯒科
短鯒科為輻鰭魚綱鮋形目牛尾魚亞目的其中一科，部分分類法將其併入赤鯒科Parabembridae。

## 分類
短鯒科其下僅有一個屬，如下：
- 短鯒屬(Parabembras)
  - 短鯒(Parabembras curtus)
  - 羅氏短鯒(Parabembras robinsoni)
  - Bembradium roseum